# 過走帯
過走帯（かそうたい、Overrun Area）とは、オーバーラン対策として滑走路に設置される地帯である。滑走路の両端に50から150メートル程度設置されることが多い。
灯火では、赤の不動灯で示される。

## 概要
通常、航空機は滑走路内で停止できるよう運航されるが、着陸時に接地地点を誤った、故障によりブレーキや逆噴射が使えない、などの状況では滑走路内で停まれないことがある。その対策として、滑走路の両端に航空機の重量に耐えうる地帯を設けることによって、オーバーランが発生しても安全に停止できるようになっている。

## 灯火
過走帯には、過走帯灯（ORL:Overrun Area Edge Light、またはSTWL:Stopway Lights）と呼ばれる飛行場灯火が設置される。これは、過走帯の両端に60メートル以下の等間隔に、また末端に3個以上を設置することになっている。色は、航空赤の不動灯。